# 光GENJI (アルバム)
『光GENJI』（ひかるゲンジ）は、日本の男性アイドルグループである光GENJIのアルバム。同グループの1枚目の作品として、ポニーキャニオンから1988年1月1日に限定盤、1月21日に通常盤がそれぞれリリースされた。

## 構成
前年に、ジャニーズ事務所からデビューした光GENJIの1stアルバム。デビュー曲『STAR LIGHT』及びセカンドシングル『ガラスの十代』の2曲は、『LPバージョン』として収録されている。
収録曲はすべてチャゲ&飛鳥の書き下ろしによる提供曲であり、編曲も全曲佐藤準が担当し、LPとCTの収録形態として、A面が飛鳥涼の作曲、B面がCHAGE、及び二人の共作での作曲の楽曲が収録されている。

## 記録
本作は、オリコンアルバムチャートで通算5週に亘り1位を獲得し、ミリオンセラーにも迫る大ヒットとなった。また、アイドルのアルバムとしては、当時のCD市場では驚異的な売上であり、同年のオリコン年間チャートでも1位を記録した。
なお、本作はシングル・アルバム含めて光GENJI最大のヒット作である。

### 音楽祭受賞歴
| 年     | 音楽賞                        | 結果                                                              | 出典  |
| ------ | ----------------------------- | ----------------------------------------------------------------- | ----- |
| 1988年 | 第2回日本ゴールドディスク大賞 | ベスト・アルバム・オブ・ザ・イヤー ヤングアイドル（グループ）部門 | [ 2 ] |

## リリース
ポニーキャニオンから、1988年1月1日にリリースされた限定盤（ジャケットの衣装の色が赤）と、1月21日にリリースされた通常盤（同じく色が緑）の2種類存在する。収録曲は2種とも同じだが、限定盤の特典として「光GENJIオリジナルカレンダー」が店頭にて渡された。
2023年11月3日にポニーキャニオンから、限定盤を基調にしたアルバムジャケットに、赤のカラーレコード仕様でリリースされた。

## 収録曲

### LPレコード/CT
| 全作詞・作曲: 飛鳥涼、全編曲: 佐藤準。 |                                |        |            |      |
| #                                      | タイトル                       | 作詞   | 作曲・編曲 | 時間 |
| 1.                                     | 「THE WINDY」                  | 飛鳥涼 | 飛鳥涼     | 5:04 |
| 2.                                     | 「Hurry Up」                   | 飛鳥涼 | 飛鳥涼     | 3:54 |
| 3.                                     | 「ガラスの十代」(LPバージョン) | 飛鳥涼 | 飛鳥涼     | 4:27 |
| 4.                                     | 「RAINY GIRL」                 | 飛鳥涼 | 飛鳥涼     | 4:04 |
| 合計時間:                              | 合計時間:                      | 17:29  |            |      |

| 全編曲: 佐藤準。 |                              |           |             |       |
| #                | タイトル                     | 作詞      | 作曲        | 時間  |
| 1.               | 「STAR LIGHT」(LPバージョン) | 飛鳥涼    | チャゲ&飛鳥 | 5:01  |
| 2.               | 「BAD BOY」                  | 澤地隆    | CHAGE       | 4:22  |
| 3.               | 「ほのかに甘くHOLIDAY」      | 澤地隆    | CHAGE       | 3:56  |
| 4.               | 「Graduation」               | 飛鳥涼    | CHAGE       | 4:24  |
| 合計時間:        | 合計時間:                    | 合計時間: | 合計時間:   | 17:43 |

### CD
| 全編曲: 佐藤準。 |                                |           |             |       |
| #                | タイトル                       | 作詞      | 作曲        | 時間  |
| 1.               | 「THE WINDY」                  | 飛鳥涼    | 飛鳥涼      | 5:04  |
| 2.               | 「Hurry Up」                   | 飛鳥涼    | 飛鳥涼      | 3:54  |
| 3.               | 「ガラスの十代」(LPバージョン) | 飛鳥涼    | 飛鳥涼      | 4:27  |
| 4.               | 「RAINY GIRL」                 | 飛鳥涼    | 飛鳥涼      | 4:04  |
| 5.               | 「STAR LIGHT」(LPバージョン)   | 飛鳥涼    | チャゲ&飛鳥 | 5:01  |
| 6.               | 「BAD BOY」                    | 澤地隆    | CHAGE       | 4:22  |
| 7.               | 「ほのかに甘くHOLIDAY」        | 澤地隆    | CHAGE       | 3:56  |
| 8.               | 「Graduation」                 | 飛鳥涼    | CHAGE       | 4:24  |
| 合計時間:        | 合計時間:                      | 合計時間: | 合計時間:   | 35:12 |

## 楽曲解説
1. THE WINDY
  - 初期のコンサートでは、必ず最初に歌われていた楽曲で、曲中に「GENJI」や「光」といった、コンサートにおいて観客とコール&レスポンスが出来ることを意識した内容の歌詞が織り込まれている。
2. Hurry Up
  - GENJI[注釈 2]による楽曲。電車に乗っている恋人を、自転車で追いかけるというアイドルが歌うことを象徴している内容の歌詞である。
3. ガラスの十代 (LPバージョン)
  - セカンドシングルのアルバムバージョン。エンディング部分がシングルよりも長い。
4. RAINY GIRL
  - 雨の降る中、バス停ですれ違った片思いの女の子への切ない心境を歌った楽曲。曲中の「『涙・BOY』っていう歌」は、チャゲ&飛鳥のアルバム『INSIDE』（1984年）[5]に収録されている楽曲[注釈 3]。
5. STAR LIGHT (LPバージョン)
  - デビューシングルのアルバムバージョン。シングルバージョンよりも間奏が長く、また2番目の冒頭ではオリジナルと別の歌詞が重なって歌われていたり、アウトロの歌詞が追加されていたりと、シングルバージョンよりもかなり変更点が多い。
6. BAD BOY
  - 光[注釈 4]による楽曲。チャゲ&飛鳥のシングル「恋人はワイン色」のカップリング曲である「あきらめのBlue Day」は、同じメロディーで詞と編曲が違う作品。セルフカバーではなく、アルバム制作時のアイディアにより同時期に発表したもの[7]。
7. ほのかに甘くHOLIDAY
  - 光GENJIが主演のテレビ東京系ドラマ『あぶない少年』[8]のエンディングテーマ。アルバム発売前に先行して披露されていた。
8. Graduation
  - 「ガラスの十代」のカップリング曲で、タイトル通り「卒業」について歌われている。

## リリース履歴
| 規格 | 発売日                  | レーベル         | 品番       |
| ---- | ----------------------- | ---------------- | ---------- |
| LP   | 1988年1月1日（限定盤）  | ポニーキャニオン | C28A 0617  |
| CT   | 1988年1月1日（限定盤）  | ポニーキャニオン | 28P 6769   |
| CD   | 1988年1月1日（限定盤）  | ポニーキャニオン | D32A 0343  |
| LP   | 1988年1月21日（通常盤） | ポニーキャニオン | C25A 0618  |
| CT   | 1988年1月21日（通常盤） | ポニーキャニオン | 25P 7471   |
| CD   | 1988年1月21日（通常盤） | ポニーキャニオン | D30A 0344  |
| LP   | 2023年11月3日           | ポニーキャニオン | PCJA-00129 |